# Sandaki
Sandaki, także Sandaki Mari Djata (zm. 1390) – władca (mansa) Imperium Mali w latach 1389–1390.
Prawdopodobnie pełnił funkcję naczelnego dowódcy gwardii przybocznej mansy (dion-sandigi). Władzę objął po zamordowaniu Magha II. Po krótkich rządach został obalony przez Magha III.